# Luca Melchiore Tempi
Luca Melchiore Tempi, né le 13 février 1688 à Florence, dans le grand-duché de Toscane et mort le 17 juillet 1762 à Rome, est un cardinal italien du XVIIIe siècle.

## Biographie
Luca Melchiore Tempi exerce diverses fonctions au sein de la Curie romaine. En 1736, il est nommé archevêque titulaire de Nicomédie (de) et est consacré le 15 avril dans la même année par Giovanni Antonio Guadagni avec comme co-consécrateurs Giuseppe Maria Feroni et Francesco Maria Ginori. Il est envoyé comme nonce apostolique en Flandre (en), puis au Portugal (en) en 1744 à 1754.
Le pape Benoît XIV le crée cardinal-prêtre lors du consistoire du 26 novembre 1753. Il participe au conclave de 1758, lors duquel Clément XIII est élu pape. Il est camerlingue du Sacré Collège en 1761.